# Milk誌
MiLK誌，又稱MiLK MAGAZINE，是一個為全球華人而設的生活潮流文化資訊平台。創辦人麥浚翹於2001年7月在香港創立，以週刊形式作為媒體，內容涵蓋時裝潮流至生活文化，從波鞋、時裝伸延到玩具、電影、電玩、動漫等領域，成為了香港2000年代的流行文化代表，深深影響著香港的潮流文化，亦在其後展開 MiLK TAIWAN, MiLK CHINA的不同華語版本，進而成為全球華人的潮流文化指標媒體之一。
其後隨著網絡資訊發達，MiLK亦同步調整，MiLK TAIWAN, CHINA先後回歸香港總部，開始展開MiLK.com.hk ver1.0。2019年，從週刊進化成為主題月刊；2023年，MiLK.com.hk ver2.0正式上線，與紙媒同時進行，將文字圖像結合多媒體，繼續為全球華語讀者提供優質的內容資訊。
除了媒體外，MiLK 亦是一個充滿創造力的品牌及創意單位，多年來曾與不同的品牌合作推出聯名單品，並且展開MiLK Mart大型文化活動，及為不同品牌作為專業顧問、製作、舉行活動等等，例如2022年與adidas Originals合作舉行展覽。
MiLK 的公司IMAGE FACTORY LIMTED與YOUTUBE頻道Mill MILK以及SiLLY THING同屬於中建富通（港交所：0138）旗下。

## 外部連結
- （繁體中文）官方网站（页面存档备份，存于）